# خوسيه فرانسيسكو سالغادو
خوسيه فرانسيسكو سالغادو (بالإنجليزية: José Francisco Salgado)‏ (و. – م) هو عالم فلك من الولايات المتحدة الأمريكية .

## التعليم
تعلم في جامعة ميشيغان